# Roux (Charleroi)
Roux, Roux-lez-Charleroi (wa. El Rou-dlé-Tchålerwè) – dzielnica (section) miasta Charleroi w Belgii, w Regionie Walońskim, w prowincji Hainaut, w okręgu Charleroi. 1 stycznia 2020 roku liczyła 8951 mieszkańców. Do 31 grudnia 1976 samodzielna gmina.

## Demografia
Liczba mieszkańców, stan na 1 stycznia:
| Rok                | 1930   | 1947 | 1961   | 2020 |
| ------------------ | ------ | ---- | ------ | ---- |
| Liczba mieszkańców | 10 683 | 9591 | 10 625 | 8951 |